# Ликсурион
Ликсу́рион (греч. Ληξούριον) — малый город на острове Кефалиния в Греции. Второй по величине населённый пункт после административного центра острова — Аргостолиона. Административный центр одноимённой общины (дима) в периферийной единице Кефалиния в периферии Ионические острова. Население 3752 жителя по переписи 2011 года.
Сообщается с Аргостолионом регулярной паромной переправой (расстояние 3 морских мили; расстояние по шоссе, в обход залива Аргостолион 35 километров). Ликсурион располагается недалеко от античного города Па́ле (др.-греч. Πάλη). В 1953 году был почти полностью разрушен землетрясением и заново отстроен. К югу и западу от Ликсурион располагаются популярные пляжи Кси, Петани и другие.

## Достопримечательности
- Библиотека Яковатоса (библиотека и музей)
- Памятник Ласкоратоса
- Кипурия (монастырь)

## Сообщество Ликсурион
В общинное сообщество Ликсурион входят семь населённых пунктов. Население 4301 житель по переписи 2011 года. Площадь 12,527 квадратного километра.
| Населённый пункт | Население (2011), человек |
| ---------------- | ------------------------- |
| Айос-Василиос    | 197                       |
| Айос-Димитриос   | 136                       |
| Лепеда           | 14                        |
| Ликсурион        | 3752                      |
| Лонгос           | 64                        |
| Лукерата         | 77                        |
| Михалицата       | 61                        |

## Население
| Год  | Население, человек |
| ---- | ------------------ |
| 1991 | 3250               |
| 2001 | 3741               |
| 2011 | ↗ 3752             |

## Известные уроженцы и жители
- Авлихос, Георгиос (1842—1909) — художник.
- Бонанос, Георгиос (1863—1939) — скульптор.
- Евангелатос, Антиохос (1903—1981) — композитор и дирижёр.
- Ласкаратос, Андреас (1811—1901) — писатель-сатирик.
- Маринатос, Спиридон (1901—1974) — археолог.
- Илия Минятий (1669—1714) — епископ.
- Паисий (Аравантинос) (род. 1944) — митрополит Леросский.
- Пелярино, Джакомо (1659— 1718) — врач.